# Mist (valkyrie)
Dans la mythologie nordique, Mist (« nuage » en vieux norrois) est une valkyrie.

## Origine
Mist apparaît dans la liste des valkyries du poème Edda poétique Grímnismál et dans les deux listes de valkyries de Nafnaþulur dans l'Edda de Snorri. Aucune autre information n'est fournie à son sujet. Rudolf Simek pense que son nom, Mist, est probablement lié au vieux norrois mistr, qui signifie « nuage, brume », ou « brume », et que « cela nous rappelle la façon dont les valkyries peuvent chevaucher dans les airs et sur l'eau », comme dans les poèmes de l'Edda poétique Helgakviða Hjörvarðssonar et Helgakviða Hundingsbana II.